# 河北省图书馆

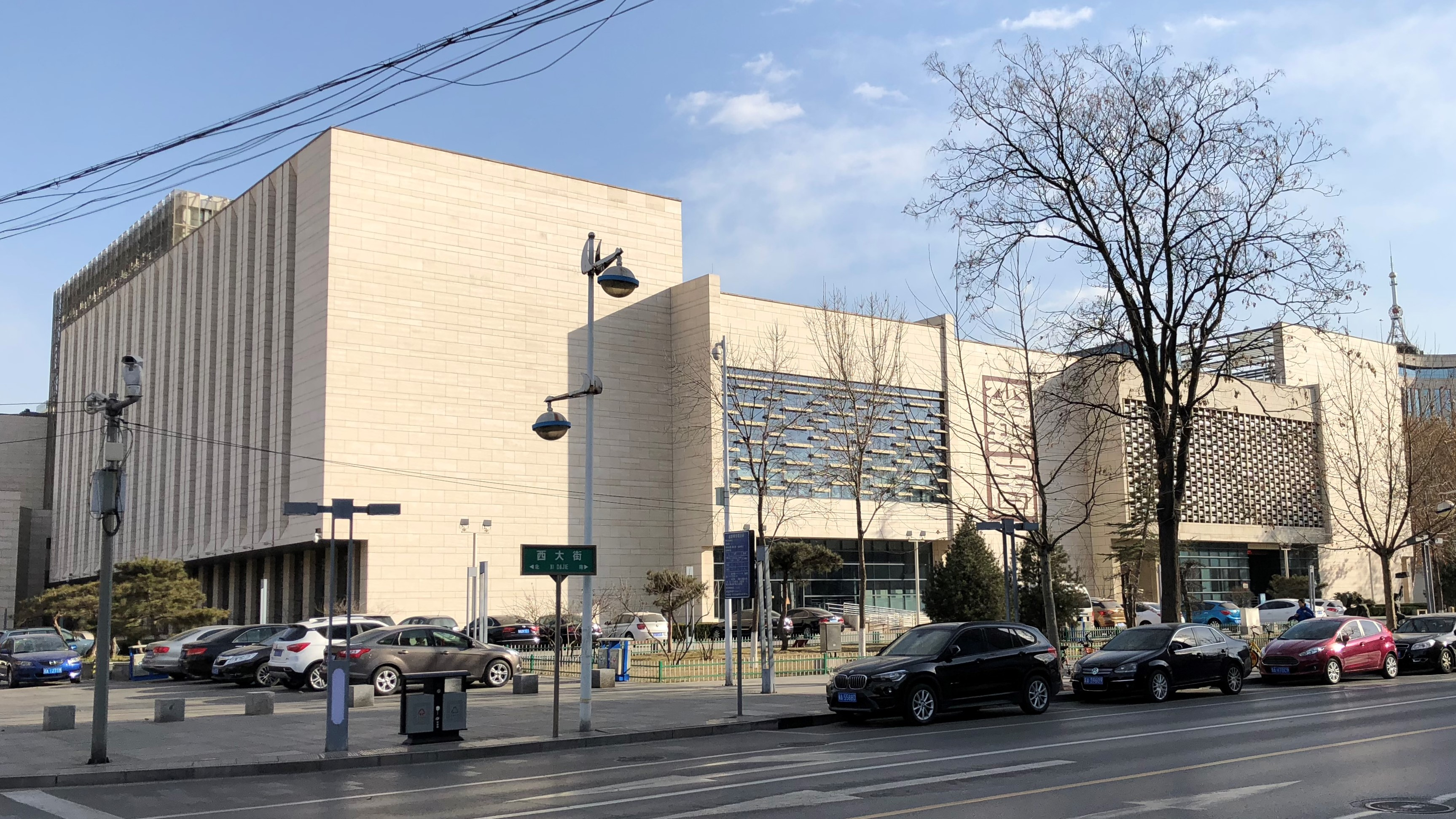
河北省图书馆外貌

河北省图书馆是河北省政府兴办的省级综合性公共图书馆，是河北省社会主义科学、教育、文化事业的重要组成部分，是向社会公众提供书刊阅读和知识咨询服务的学术性机构，也是河北省藏书、图书目录和图书馆间协作、协调及业务研究的社会公益性事业单位。馆址位于河北省石家庄市东大街16号。是原中华人民共和国文化部评定的“国家一级图书馆”，是全国古籍重点保护单位，是河北省文明单位。

## 历史

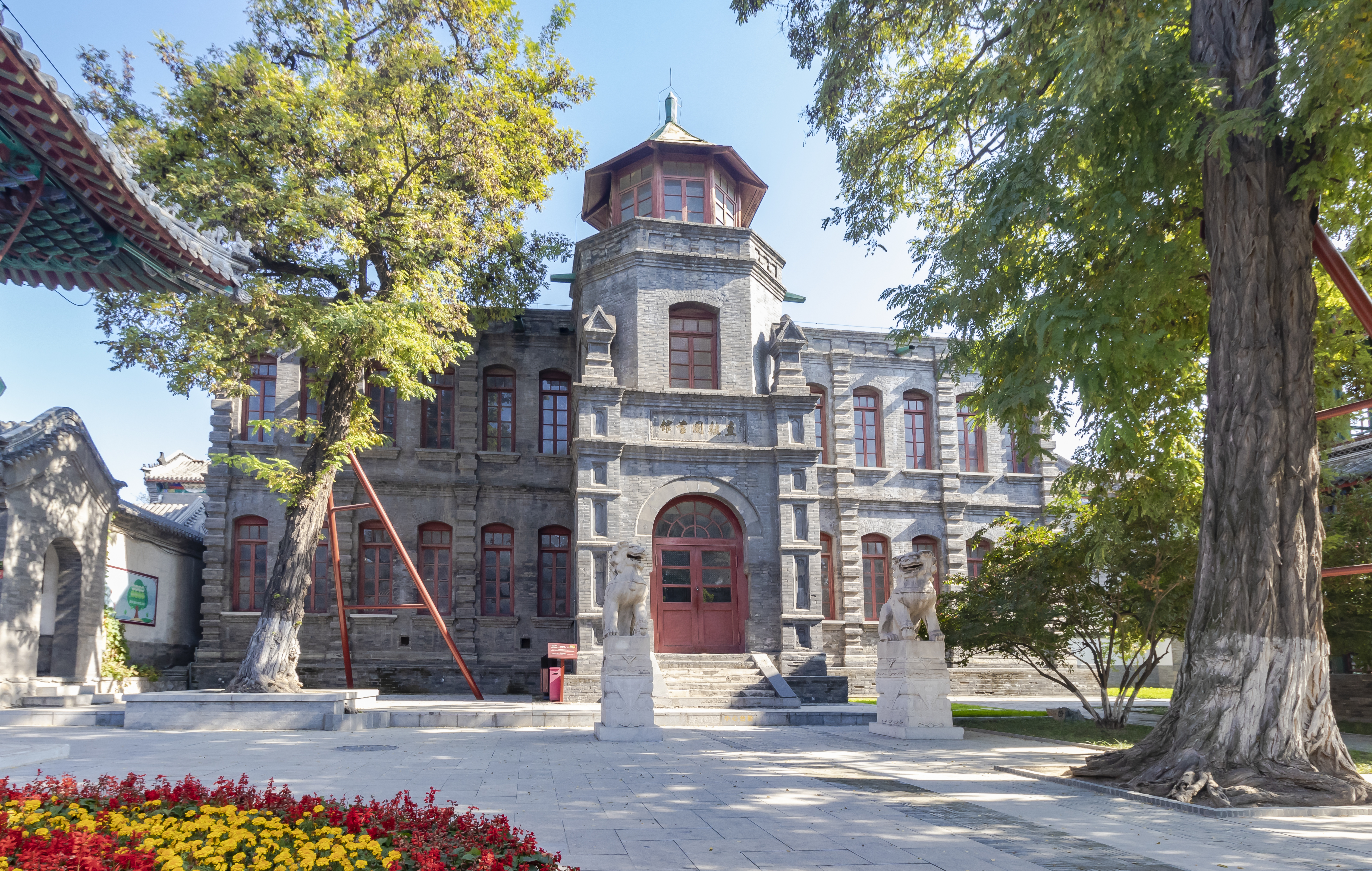
位于保定古莲花池的直隶图书馆旧址

光绪三十三年十月（1907年11月），直隶提学使卢靖委派学务公所张秀儒、储毓轩二人开始筹备图书馆。
光绪三十四年（公元1908年6月9日），直隶总督杨士骧拨银四千八百两，图书馆在保定莲池水东楼之北（原“鹿柴”处）开建， 1909年11月建成正式开馆，直隶省提学使卢靖亲笔书写了馆额“直隶图书馆”。这是清代直隶省最早的图书馆，也是长江以北地区最早建立的公共图书馆。
1911年，保定直隶图书馆改为“直隶省第二图书馆”。
1928年，直隶省改称河北省，直隶省立第二图书馆改为河北省立第二图书馆。
抗日战争时，日本侵占期间，河北省立第二图书馆改为“河北省立保定莲池图书馆”。1947年6月，改为“河北省立保定民众教育馆阅览部”。
1950年至1953年3月，名为“保定市人民文化馆图书部、图书股”等。
1953年4月，重新改为独立的省属图书馆，名为“河北省图书馆”。 
1957年，河北省图书馆于开始申请新建馆舍，1958年在保定环城西路17号建设新馆。
1958年，河北省会迁往天津后，河北省图书馆名称仍保留，省馆的业务工作由保定市图书馆代办。新建的图书馆馆舍挂省、市图书馆两块牌子，1961年后不再另挂河北省图书馆牌子。 
1961年到1987年间，因河北省会保定、天津、石家庄三迁，河北省无省级图书馆。
1978年，乘中共十一届三中全会胜利召开东风，河北省图书馆筹备处成立，在石家庄市重建河北省图书馆的工作正式启动。
1987年10月3日，河北省图书馆新馆举行开馆典礼。

## 馆藏资源
河北省图书馆原有馆藏大多保存在保定市图书馆，其中包括十余万册古籍文献。1987年重建新馆后，通过多方采购、争取外馆支持、接受捐赠等途径，到1987年新馆开馆时藏书达40万册。
截止到2010年年底，已经拥有藏书185万册(件)，其中馆藏中文图书145万册，外文图书8.1万册，报刊合订本22万册，视听文献和缩微制品等非印刷型文献10万件。同时还拥有电子图书、全文和题录数据库等多种类型的数字资源，自建有馆藏书目数据库和河北文化资源库。
收藏中文期刊4300余种，侧重于收藏各学科核心刊、国家级重要刊物、河北省地方期刊及一些优秀期刊。收藏当年现报240余种，收藏重点是国家级各类报纸，省、市、自治区党报机关报，河北省地方出版的各类报纸，各学科核心报。
截至2016年12月，该图书馆总建筑面积4.85万平方米，馆藏总量达300万余册（件），其中古籍7.91万余册，善本5644册，微缩制品2.8万余件。

## 机构设置
河北省图书馆设有18个业务行政部门：
- 办公室
- 党群工作部
- 计划财务部
- 后勤保障部
- 安全保卫部
- 采编部
- 典藏部与分馆工作部
- 借阅部
- 报刊部
- 少儿部（省图书馆少儿馆）
- 特藏部
- 参考咨询部
- 研究辅导部
- 宣传推广部
- 教育培训部
- 数字图书馆工作部
- 网络技术部
- 图书馆服务中心